# Archaeospheniscus
Archaeospheniscus Marples, 1952 è un genere estinto di grandi pinguini. Attualmente comprende tre specie, conosciute grazie ad alcuni resti fossili frammentari. A. wimani, la specie più piccola (di una grandezza pari a circa quella di un pinguino papua), fu trovato nello strato del medio o tardo Eocene (34-50 milioni di anni fa) de La Meseta Formation a Seymour Island, in Antartide. Invece, le altre due specie, grandi circa quanto un moderno pinguino imperatore, sono conosciute dal ritrovamento di ossa nello strato della Kokoamu Greensand Formation appartenente al tardo Oligocene (27-28 milioni di anni fa) a Duntroon, in Nuova Zelanda.
Questo genere è uno tra i più recenti generi conosciuti di pinguini primitivi. Il suo omero è molto sottile, di una forma compresa tra quella delle ali degli uccelli comuni e il tratto ispessito dei moderni pinguini. D'altra parte, il tarsometatarso mostra un peculiare insieme di caratteristiche trovate nelle forme moderne e primitive. Se questo significa che il genere è un progenitore del taxon moderno o rappresenta un caso di evoluzione parallela non si sa ancora.

## Tassonomia
Comprende le seguenti specie:
- Archaeospheniscus lopdelli Marples, 1952 †
- Archaeospheniscus lowei Marples, 1952 †
- Archaeospheniscus wimani Marples, 1953 †